# 天使聖物：骸骨之城
《天使聖物：骸骨之城》（英語：The Mortal Instruments: City of Bones）是於2013年上映的動作冒險奇幻加拿大、德國電影，根據2007年的卡珊卓拉·克蕾兒《骸骨之城系列》第一本小說改編。導演是哈拉爾德·茲瓦特，由莉莉·柯林斯、傑米·坎貝爾·鮑爾主演。此電影於美國時間2013年8月21日、臺灣時間2013年8月30日、北京時間2014年1月3日上映。電影本將推出續集，但因口碑不如預期而取消，並改以影集《闇影獵人》重啟。

## 劇情
克萊莉．費芮（Lily Collins），一個看似普通的少女，目睹了一個在俱樂部發生的謀殺案後，她發現她的母親，喬瑟琳（Jocelyn Headey），在他們紐約市的家中被襲擊，且被一個名叫華倫泰（Jonathan Rhys Meyers）的人綁架了，為了“天使聖杯”的搜索。她認識了傑斯（Jamie Campbell Bower）自稱“闇影獵人”的少年，和他的同伴亞歷克（Kevin Zegers）和伊莎貝．萊特伍（Jemima West），而拯救她的母親成了她的試煉。一路上發現關於她過去和血統的真相，並成為她的母親懼怕她會成為的人。
克萊莉得知她的母親是一個闇影獵人，半天使，半人類的戰士，她也發現了自己的力量，並試著在無法挽回之前，利用她的力量去拯救她的母親。在她使用她所新發現的天賦時，克萊莉找到了她母親藏起的聖杯，但是卻被背叛，並被迫交出聖杯。在危機中仍然步履艱難，而克萊莉發現自己陷入一場勢力之間的戰鬥。

## 演員
| 演員             | 角色                                     |
| 莉莉·柯林斯      | 克萊莉·費芮（Clary Fray）                |
| 傑米·坎貝爾·鮑爾 | 傑斯·威蘭（Jace Wayland）                |
| 凱文·席格斯      | 亞歷克·萊特伍（Alec Lightwood）          |
| Jemima West      | 伊莎貝·萊特伍（Isabelle Lightwood）      |
| 罗伯特·席安      | 賽門（Simon Lewis）                      |
| 傑瑞德·哈里斯    | 霍奇‧史塔克威德（Hodge Starkweather）    |
| 乔纳森·雷·麦耶斯 | 華倫泰·摩根斯坦（Valentine Morgenstern） |
| Aidan Turner     | 路克‧格洛威（Luke Garroway）             |
| 高以翔           | 馬格努斯·貝恩（Magnus Bane）             |
| Lena Headey      | 喬瑟琳·費芮（Jocelyn Fray）              |
| 凱文·杜蘭        | Emil Pangborn                            |
| CCH Pounder      | 杜蘿西亞夫人（Madame Dorothea）          |
| Robert Maillet   | Samuel Blackwell                         |
| Stephen R. Hart  | Brother Jeremiah                         |
| Elyas M'Barek    | Vampire Lieutenant                       |

## 製作

### 前期
亞歷克斯·帕蒂弗是飾演傑斯威蘭的第一人選，但他拒絕了。Alexander Ludwig、艾德·史彼勒、澤維爾·塞缪爾、Nico Tortorella、Max Irons、Douglas Booth以及 Benjamin 都有參加角色試演但是不敵傑米·坎貝爾·鮑爾。

### 拍攝
2012年8月20日 - 11月7日之間拍攝地點在加拿大安大略省多倫多及紐約市。

## 評價
影片上映後收穫很多壞評，爛番茄新鮮度13%，平均分3.9分；Metacritic上平均得分33。

## 外部連結
- 官方網站
- 互联网电影数据库（IMDb）上《天使聖物：骸骨之城》的资料（英文）
- 爛番茄上《The Mortal Instruments: City of Bones》的資料（英文）
- AllMovie上《The Mortal Instruments: City of Bones》的资料（英文）
- Metacritic上《The Mortal Instruments: City of Bones》的資料（英文）
- Box Office Mojo上《The Mortal Instruments: City of Bones》的資料（英文）
- The Mortal Instruments UK的Facebook專頁
- MortalInstrumentsUK的X（前Twitter）
- 開眼電影網上《天使聖物：骸骨之城》的資料（繁體中文）
- 时光网上《天使聖物：骸骨之城》的資料（简体中文）
- 豆瓣电影上《天使聖物：骸骨之城》的資料 （简体中文）